# South Carolina Morning
South Carolina Morning (en français, Matin en Caroline du Sud) est une peinture à l'huile sur toile réalisée par l'artiste américain Edward Hopper en 1955 et conservée, depuis son don par la famille Spaeth, au Whitney Museum of American Art. 

## Description
Sur la gauche de la composition, une femme afro-américaine habillée de rouge comme son chapeau et son rouge aux lèvres, et portant des escarpins noir, les bras croisés sur sa poitrine, se tient sur le pas de sa porte devant la façade d'une maison dont on aperçoit les volets fermés foncés et décolorés. Le dallage gris du perron gris s'ouvre à droite sur un paysage limité à un champ d'herbes jaunes très hautes allant jusqu'à une zone verte près de l'horizon. Le ciel bleu céruléen passe au plus pâle près de l'horizon « comme d'habitude » écrit Hopper dans son carnet de croquis post-composition, page 53. 

## Analyse
Peint à Truro d'août à septembre 1955, c'est la représentation de Dinah, une femme afro-américaine métisse que le couple Hopper aurait rencontrée lors de leur séjour à Charleston en Caroline du Sud entre le 1er avril et le 11 mai 1929. Ils voient la femme rentrée quand son mari arrive. Il s'agit du seul  tableau traitant de la communauté noire d'Hopper qui attendra 26 ans pour le réaliser.